# Gambell
Gambell (GAM-bull) (em yupik siberiano central: Sivuqaq) é uma cidade na Região Censitária de Nome do estado americano do Alasca, localizada na ilha de São Lourenço. De acordo com o censo de 2010, a sua população era de 681 habitantes.

## História

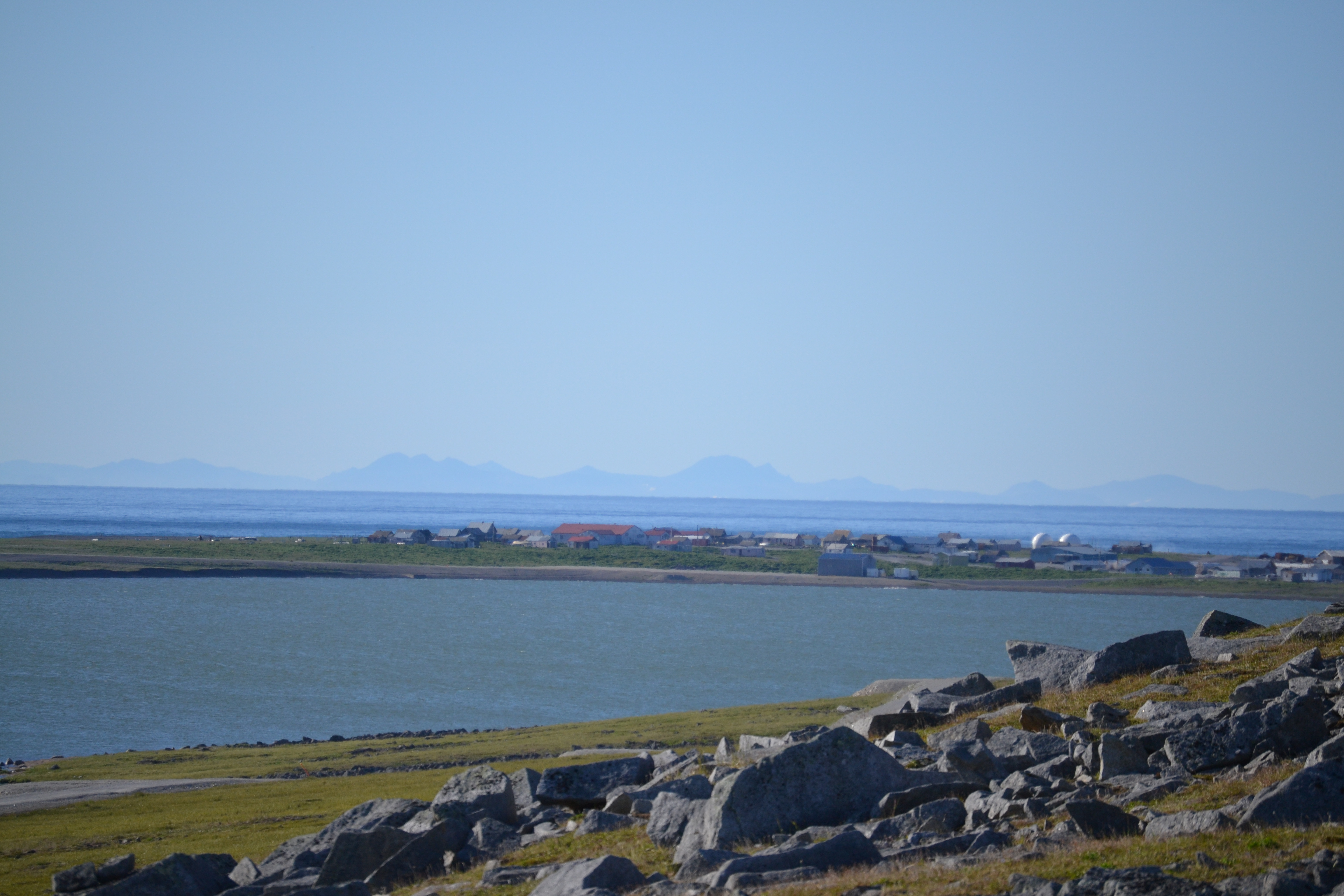
Gambell no verão, com as montanhas de Chukotka ao fundo

Sivuqaq é a designação em yupik da ilha de São Lourenço e de Gambell, que era designada anteriormente por Chibuchack e Sevuokok.
A ilha de São Lourenço tem sido esporadicamente habitada pelos povos alasquianos iúpiques e yuits siberianos, cerca de dois mil anos atrás. Durante os séculos XVIII e XIX, a ilha tinha uma população de 4 000 habitantes.

## Geografia

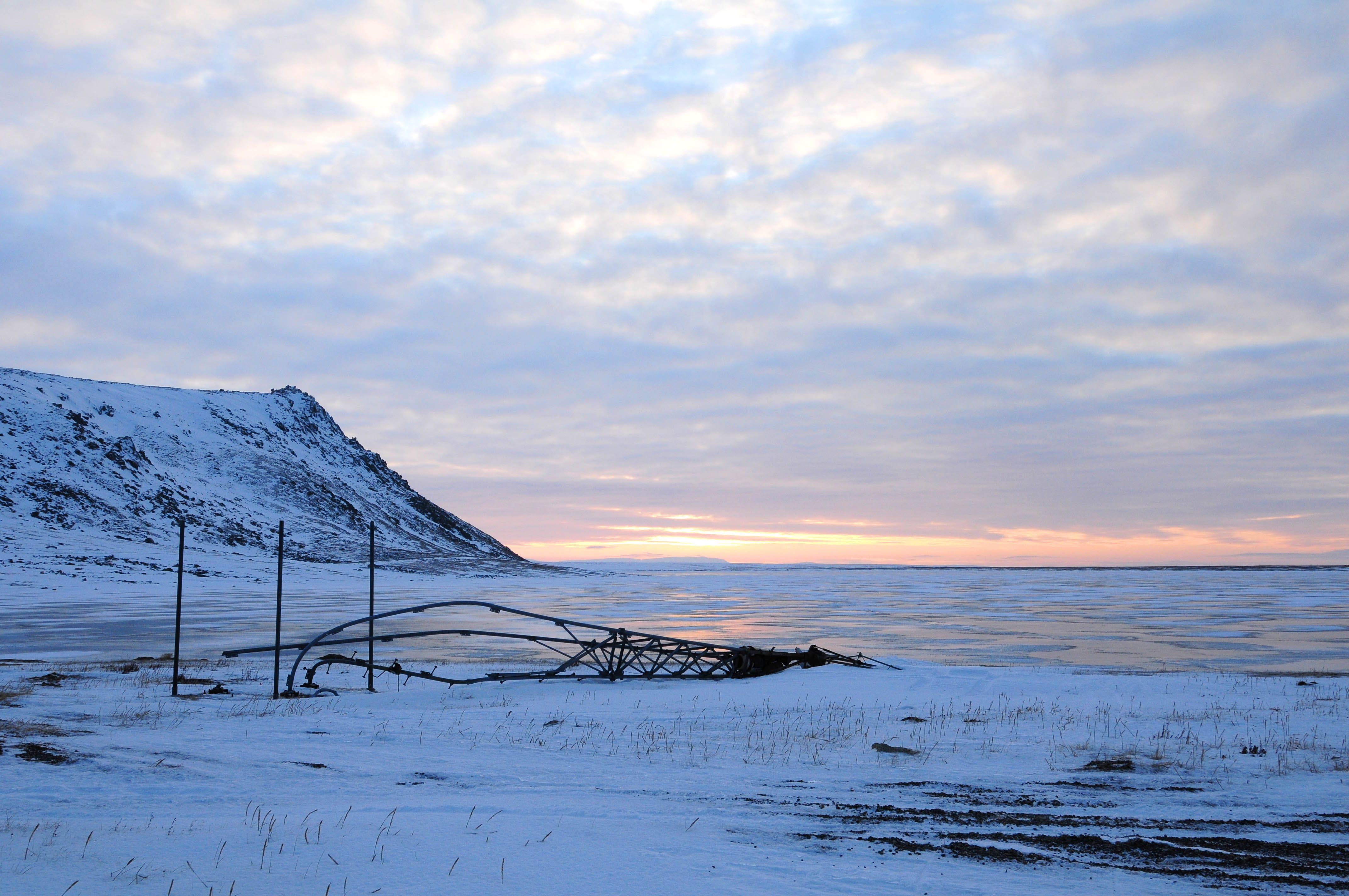
Vista de Gambell

A cidade de Gambell localiza-se a noroeste da ilha de São Lourenço, no mar de Bering, a 325 km a sudoeste da cidade de Nome, e está situada a 58 km da península de Chukotka no Extremo Oriente Russo.
De acordo com o Departamento do Censo dos Estados Unidos, a área total da cidade era de 79 km². A cidade é servida pelo Aeroporto de Gambell.

## Clima
A vegetação típica de Gambell é de tundra (Köppen ET).
| Dados climatológicos para Gambell | Dados climatológicos para Gambell | Dados climatológicos para Gambell | Dados climatológicos para Gambell | Dados climatológicos para Gambell | Dados climatológicos para Gambell | Dados climatológicos para Gambell | Dados climatológicos para Gambell | Dados climatológicos para Gambell | Dados climatológicos para Gambell | Dados climatológicos para Gambell | Dados climatológicos para Gambell | Dados climatológicos para Gambell | Dados climatológicos para Gambell |
| Mês                               | Jan                               | Fev                               | Mar                               | Abr                               | Mai                               | Jun                               | Jul                               | Ago                               | Set                               | Out                               | Nov                               | Dez                               |                                   |
| --------------------------------- | --------------------------------- | --------------------------------- | --------------------------------- | --------------------------------- | --------------------------------- | --------------------------------- | --------------------------------- | --------------------------------- | --------------------------------- | --------------------------------- | --------------------------------- | --------------------------------- | --------------------------------- |
| Fonte:                            |                                   |                                   |                                   |                                   |                                   |                                   |                                   |                                   |                                   |                                   |                                   |                                   |                                   |

## Demografia
De acordo com o censo de 2000, a população de Gambell era de 649 habitantes, e a sua densidade populacional era de 59,5 pessoas por milha quadrada (23,0/km²). A composição da população da cidade era de 95,69% nativa americana, 3,54% branca, 0,46% asiática, e 0,31% de outras etnias.

## Educação
A cidade de Gambell possui as seguintes escolas: Bering Strait School District e Gambell School.